# Хауреги, Баудилио
Баудилио Хауреги (исп. Baudilio Jáuregui; род. 9 июля 1945, Монтевидео) — уругвайский футболист, игравший на позиции защитника. Выступал, в частности, за клубы «Ривер Плейт» и «Дефенсор», а также национальную сборную Уругвая.

## Клубная карьера
Родился в 1945 году, начал заниматься футболом в клубе «Насьональ». Также выступал за сборную департамента Лавальеха. Во взрослом футболе дебютировал в 1968 году выступлениями за команду «Ривер Плейт» (Монтевидео), в которой провёл четыре сезона. По другим данным, в вышеуказанный период выступал за «Дефенсор».
Своей игрой привлёк внимание представителей тренерского штаба клуба аргентинского «Ривер Плейта», к составу которого присоединился в 1973 году. Отыграл за команду из Буэнос-Айреса следующие два сезона своей игровой карьеры. В 1975 году выступал за другой аргентинский клуб, «Унион» (Санта-Фе).
В 1976 году заключил контракт с клубом «Дефенсор», в составе которого провёл следующие два года своей карьеры в Первом дивизионе чемпионата Уругвая. «Дефенсор» под руководством тренера Рикардо де Леона впервые после введения профессиональной лиги в Уругвае, сумел сломать гегемонию «Насьоналя» и «Пеньяроля» и выиграть чемпионат Уругвая.
Завершил карьеру в чилийском клубе «Кобрелоа», за который выступал в течение 1977—1980 годов. Также известно, что в конце карьеры играл за «Насьональ», но неизвестно или Минаса, или Монтевидео.

## Карьера в сборной
31 мая 1972 года дебютировал в футболке национальной сборной Уругвая. В составе сборной был участником чемпионата мира 1974 года в ФРГ. На турнире сыграл в поединках против сборных Нидерландов, Швеции и Болгарии. В последний раз футболку национальной команды надел 23 июня 1974 года.
Всего в течение карьеры в национальной команде, длившейся 3 года, провёл в её форме 9 матчей.

## Карьера тренера
Тренерскую подготовку прошёл у Луиса Кубильи, Луиса Гаристо и Анибаля «Маньо» Руиса. В 1980 году заменил в должности главного тренера «Сентраль Эспаньола» Рикардо де Леона, в 1983 году возглавлял «Дефенсор».

## Достижения
- Чемпион Уругвая (1): 1976
- Чемпион Чили (1): 1980
- Вице-чемпион Чили (2): 1978, 1979